# Volei Municipal Zalău
Il Volei Municipal Zalău è una società pallavolistica maschile rumena con sede a Zalău: milita nel campionato di Divizia A1.

## Storia
Il club fu fondato nel 1948 come Elcond Zalău, e con tale nome vinse il suo primo titolo di campione di Romania nel 1996-97.
Tra il 2003 e il 2013 fu altresì noto come Remat Zalău e dalla stagione 2013-14 con il nome tuttora detenuto di Volei Municipal Zalău.

## Palmarès
- Campionato rumeno: 7

1996-97, 1997-98, 1998-99, 2009-10, 2010-11, 2011-12, 2016-17
- Coppa di Romania: 3

2011-12, 2014-15, 2015-16